# Akira Takasaki
Akira Takasaki (jap. 高崎晃 Takasaki Akira; ur. 22 lutego 1961 w Osace) – japoński muzyk, kompozytor i wokalista, multiinstrumentalista, wirtuoz gitary. Akira Takasaki znany jest, prawdopodobnie, przede wszystkim z wieloletnich występów w zespole Loudness, którego był współzałożycielem. Do 2014 roku nagrał wraz z grupą dwadzieścia sześć albumów studyjnych ciesząc się największą popularnością na rynku międzynarodowym w drugiej połowie lat 80. z przebojem "Crazy Nights" (1985). W 1982 roku ukazał debiut solowy muzyka zatytułowany Tusk of Jaguar (jap. Tusk of Jaguar~ジャガーの牙 Tusk of Jaguar~Jagā no kiba). Do 2007 roku ukazało się jedenaście albumów muzyka, w tym ścieżka dźwiękowa do anime Kazuki Akane pt. Geneshaft (2001).
W 2004 roku muzyk został sklasyfikowany na 97. miejscu listy 100 najlepszych gitarzystów heavymetalowych wszech czasów według magazynu Guitar World.

## Instrumentarium
| - ESP Random Star -The Black Star- - ESP Random Star Green Burst - ESP Random Star Taraku - ESP Random Star Tribal - ESP Random Star 錦鯉 |  | - ESP Random Star - ESP Edwards E-RS-145G/M - ESP Edwards E-RS-145G/R - ESP Grmini GR-RS-40 Tribal - ESP Grmini GR-RS-40 Taraku |

## Wybrana dyskografia
Albumy solowe
- Tusk of Jaguar~Jagā no kiba (jap. Tusk of Jaguar~ジャガーの牙) (1982, B&M)
- Ki (jap. 氣) (1994, East West Japan)
- Wa (jap. 輪) (1996, East West Japan)
- Gene Shaft (2001, Lantis)
- Trans=Mist (2001, Lantis)
- Made in Hawaii (2002, Nippon Columbia)
- Splash Mountain (2004, Tricycle Entertainment)
- Maca (2005, Tricycle Entertainment)
- Osaka Works #128 (2006, Tokuma Japan Communications)
- Nenriki (2006, Tricycle Entertainment)
- Black Brown (2007, Tricycle Entertainment)